# Stanislav Toms
Stanislav Toms (19. září 1919 Klánovice – ?) byl český a československý novinář, šéfredaktor deníku Lidová demokracie, politik Československé strany lidové, poslanec Sněmovny lidu Federálního shromáždění za normalizace.

## Biografie
Pracoval jako novinář a sportovní redaktor v listu Mladá fronta (1945-1951). Později působil na postu redaktora (1951-1977) a šéfredaktora (od roku 1977) deníku Lidová demokracie. Zabýval se zahraničně politickou tematikou a byl také aktivní jako beletrista. Napsal knihu Pětkrát šedou eminencí o německých přípravách okupace Československa a zabýval se životem K. H. Franka. Psal rovněž rozhlasové inscenace.
Po volbách roku 1981 zasedl do Sněmovny lidu (volební obvod č. 3 - Praha 3, hlavní město Praha). Křeslo nabyl až dodatečně v prosinci 1981 poté, co zemřel poslanec František Toman. Mandát obhájil ve volbách roku 1986 (obvod Praha 3). Ve Federálním shromáždění setrval do ledna 1990, kdy rezignoval na svůj post v rámci procesu kooptací do Federálního shromáždění po sametové revoluci.